# Scrippsia pacifica
Scrippsia pacifica is een hydroïdpoliep uit de familie Polyorchidae. De poliep komt uit het geslacht Scrippsia. Scrippsia pacifica werd in 1909 voor het eerst wetenschappelijk beschreven door Torrey. 